# منیخوویتسه
منیخوویتسه (به چکی: Mnichovice) یک منطقهٔ مسکونی و شهرستان دارای شهرک سابقاً روستا در جمهوری چک است که در ناحیه پراگ-شرق واقع شده‌است. منیخوویتسه ۲٬۷۰۴ نفر جمعیت دارد.